# Alitalia-Linee Aeree Italiane
Alitalia - Linee Aeree Italiane (it.: Líneas Aéreas Italianas) (IATA: AZ, OACI: AZA, y Callsign: Alitalia) fue la aerolínea nacional de Italia, parte de Alitalia Group, establecida en Fiumicino, Italia. Alitalia fue parte de la alianza aérea global SkyTeam. La compañía quebró y desapareció a finales de 2008. Algunos de sus activos y su marca fueron vendidos a Compagnia Aerea Italiana S.p.A., consorcio formado por la aerolínea Air One y otros empresarios, que relanzó la marca como una nueva aerolínea en enero de 2009.

## Historia
En noviembre de 2003 Alitalia anunció que reduciría cerca de 2700 puestos de trabajo durante los tres próximos años, a razón de una posible fusión con Air France-KLM. En abril de 2004, Alitalia adquirió la aerolínea regional Gandalf Airlines, declarada recientemente en bancarrota, para la obtención de más slots en aeropuertos europeos, principalmente en Milán y París.
En septiembre de 2004 la aerolínea se encontró en serias dificultades financieras, al extremo que la gerencia anunció que no tenía fondos suficientes como para pagar los sueldos de sus empleados más allá del final de mes. Se anunciaron planes para despedir 5000 empleados y la posibilidad de para dividir la compañía en dos filiales, una línea aérea y una división de servicios en tierra. También dijo que se reconsideraba la idea de alianza con Air France-KLM. Las negociaciones se iniciaron con una serie de reuniones para tratar las posibles reducciones salariales y los despidos, en una tentativa de resguardar a la compañía de la bancarrota y de una probable liquidación.
El 25 de marzo de 2008, se dio a conocer la noticia de que el consorcio Air France-KLM compraría Alitalia por 747 millones de euros (1100 millones de dólares), pero meses más tarde la compañía francesa desistió de la operación.
El 13 de septiembre, Alitalia anunciaba la imposibilidad de volar por no poder hacer frente a los pagos del combustible a partir del día 15 del mismo mes.
El jueves 18 de septiembre, la aerolínea entró en una situación extrema y crítica, al plantear un plan de "salvación", por el cual querían disminuir los salarios de los empleados, así como también el número de empleados de la aerolínea. Si el plan no era aceptado por los trabajadores, se daría paso a la quiebra de la aerolínea. La decisión se dio a conocer a las 10:50 AM hora local. La  última noticia fue que Alitalia entró en quiebra. 
Para el viernes 26 de septiembre de 2008, CAI (Compañías Aéreas Italianas) que está formado por 18 empresarios italianos, logró cerrar una negociación con 2 de los 4 sindicatos de la aerolínea. La CAI establece en su contrato que se encargará de la parte rentable de Alitalia y de la otra parte se encargará el gobierno italiano, se esperaba aún que una de las aerolíneas extranjeras terminara de cerrar una parte del trato en la que se podrá adherir a la CAI dentro de un 10% o 20% de las acciones, esta sería Air France-KLM o Lufthansa.
El 12 de enero de 2009 Alitalia vendió el 25% de la compañía a Air France-KLM por €323 millones bajo un acuerdo de cooperación. Las juntas directivas francesas e italianas accedieron a la venta. El 13 de enero de 2009 Alitalia reinicia sus operaciones fusionada con Air One.

## Flota

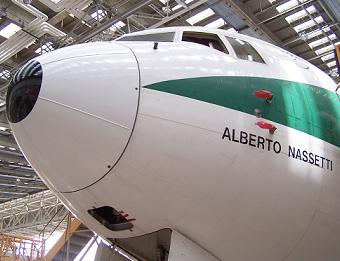
Boeing 767 "Alberto Nassetti" de Alitalia.

La flota operada por el grupo Alitalia, incluyendo aviones propios y en leasing, es la siguiente (en diciembre de 2009):
A 6 de diciembre de 2009, la edad promedio de la flota de Alitalia es de 11,1 años

## Incidentes y accidentes
- Vuelo 771 de Alitalia: el 7 de julio de 1962, fallos mecánicos al aterrizar provoca el desastre y muerte de los 94 ocupantes de la aeronave.
- Vuelo 112 de Alitalia: el 5 de mayo de 1972, un error del piloto al aterrizar provoca el impacto del avión y la pérdida de 115 vidas.
- Vuelo 4128 de Alitalia: el 23 de diciembre de 1978, un error del piloto al acercarse al aeropuerto provoca que el avión descienda casi a nivel del mar y un ala roce con el mismo y se hunda. Hubo 108 muertos y 21 heridos rescatados por pescadores.
- Vuelo 404 de Alitalia: el 14 de noviembre de 1990, una falla del receptor NAV al aterrizar provoca la muerte de las 46 personas que iban a bordo.